# Forcipomyia hainana
Forcipomyia hainana är en tvåvingeart som först beskrevs av Liu, Yan och Liu 1996.  Forcipomyia hainana ingår i släktet Forcipomyia och familjen svidknott. Inga underarter finns listade i Catalogue of Life.